# Coll del Portell
El coll del Portell o de Font-rúbia és una llarga collada que uneix els Tres Turons (Barcelona). L'actual carrer del Santuari ocupa aquest recorregut. Diversos camins permetien arribar a aquest coll. Els carrers Mare de Déu del Coll i Dante ressegueixen els camins que pujaven de Gràcia i d'Horta. El camí de Can Móra puja al costat de la paret oriental del Parc Güell des de la Travessera de Dalt; a la collada es troba amb el carrer Llobregós traçat sobre un camí que venia des de Vilapicina. La collada tenia una entrada a llevant per un camí que s'ha transformat en la carretera del Carmel, i una altra a ponent que venia des dels Penitents pel camí dels Àngels. El caràcter muntanyós de l'indret no impedia un trànsit important de persones des de temps remots.